# Заякин, Олег Вадимович
Оле́г Вади́мович Зая́кин (род. 11 декабря 1975, Свердловск) — российский учёный-металлург, член-корреспондент Российской академии наук.

## Биография
Родился в 1975 году в Свердловске.
В 2002 году защитил диссертацию "Разработка рационального состава и технологии производства никельсодержащих ферросплавов из бедных окисленных никелевых руд : диссертация кандидата технических наук : 05.16.02.
В 2017 году защитил диссертацию «Разработка технологии получения хромсодержащих ферросплавов из бедного хроморудного сырья».
Является заведующим лабораторией стали и ферросплавов ИМЕТ УрО РАН.
1 ноября 2022 года выдвинулся на пост директора Института металлургии УрО РАН в г Екатеринбурге.
Приглашенный профессор в Торайгыров университете.